# ورزشگاه ریموندو سامپایو
ورزشگاه ریموندو سامپایو (پرتغالی: Independence) یا ورزشگاه ایندپندنسیا (پرتغالی: Independence) یک ورزشگاه فوتبال در بلو هوریزونته، برزیل است.
این ورزشگاه که در سال ۱۹۵۰ افتتاح شده دارای ۲۳٬۰۱۸ نفر ظرفیت می‌باشد و یکی از ورزشگاه‌های جام جهانی فوتبال ۱۹۵۰ بوده است.

## نگارخانه

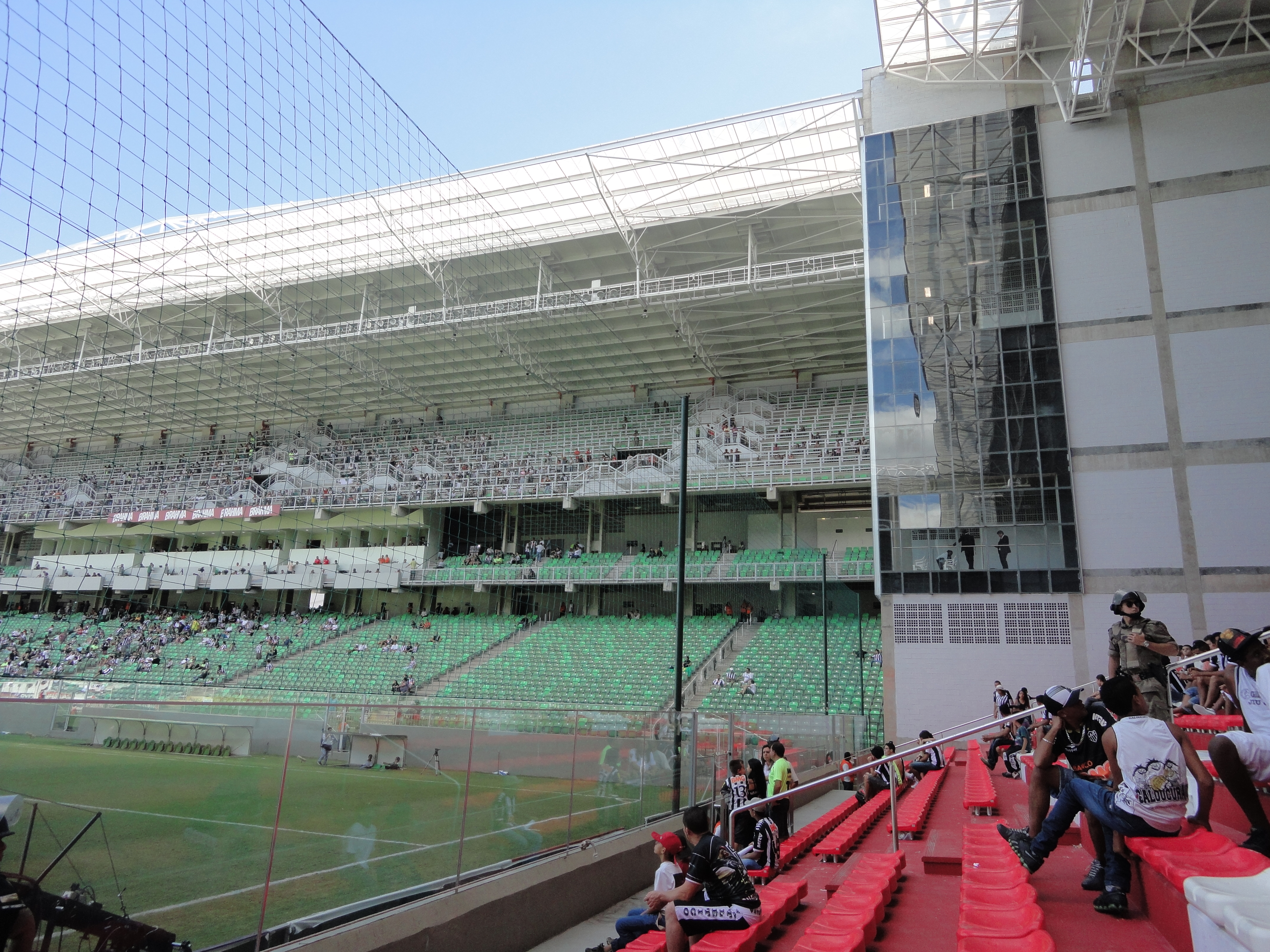
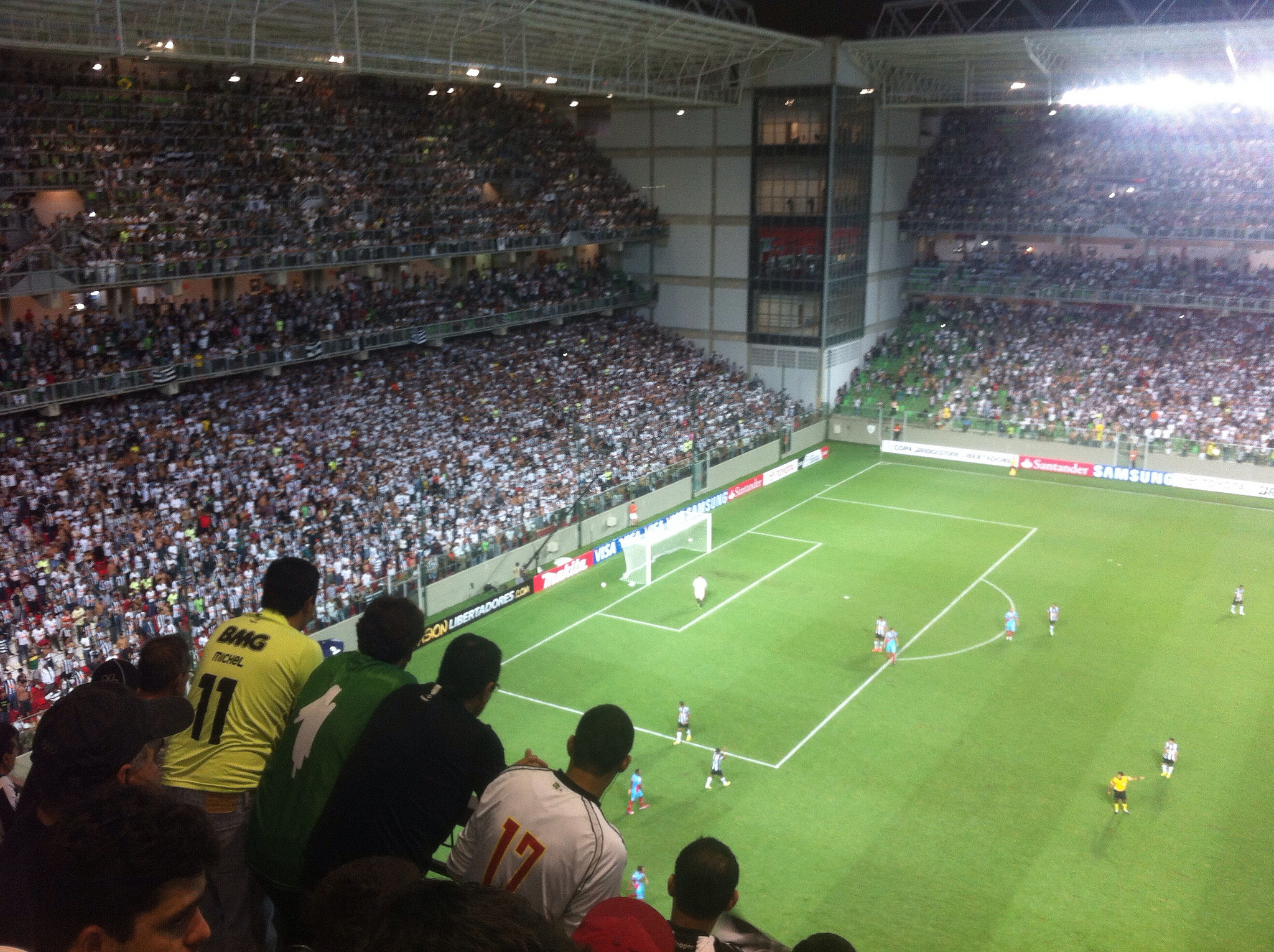

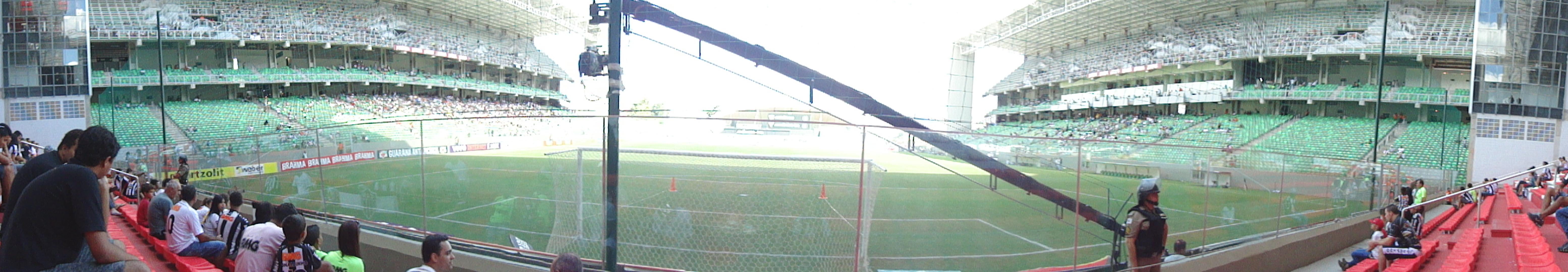